# ورنا (فریدون‌شهر)
ورنا یک روستا در ایران است که در شهرستان فریدون‌شهر استان اصفهان واقع شده‌است. ورنا ۲۸ نفر جمعیت دارد.

## جمعیت
این روستا در  دهستان پشتکوه موگوئی قرار دارد و براساس سرشماری مرکز آمار ایران در سال ۱۳۸۵، جمعیت آن ۲۸ نفر (۶ خانوار) بوده‌است.